# Herman Bing (læge)
 Der er flere personer med dette navn, se Herman Bing.
Herman Jacob Bing (26. oktober 1871 i København – 15. september 1966) var en dansk professor, dr.med., far til Agnete Olsen og Jens Bing.
Han var søn af etatsråd Jacob Martin Bing og hustru Amalia f. Warburg, blev student fra Metropolitanskolen 1888, tog medicinsk eksamen 1895 og blev dr.med. 1899. Bing var reservelæge ved Blegdamshospitalet 1901-03, ved Kommunehospitalets afdeling III 1903-07; korpslæge i Hæren 1908 (afsked 1913), blev læge ved Tuberkulosestationen 1908-11; overlæge ved Kommunehospitalet 1911, ved Almindelig Hospital 1913, ved Bispebjerg Hospital 1916 og ved Kommunehospitalets 2. afdeling 1921-41. Han var censor ved medicinsk embedseksamen 1914-18 og professor ved den kliniske praktikantundervisning 1934-41.
Bing var medlem af bestyrelserne for Københavns Sygehjem 1921-45, for Vejlefjord Sanatorium til 1945, for Silkeborg Bad til 1945 og af Gensidig kvindelig Hjælpeforening; medredaktør af Acta medica scandinavica; medlem af Svenska Läkaresallskapet og af Selskabet for intern medicin i Buenos Aires.
Han blev gift 9. oktober 1904 med Ebba Henriques (9. april 1885 i København – ?), datter af vekselerer Otto Henriques og hustru Elisa f. Bendix (død 1942).